# Бреј (Саона и Лоара)
Бреј (фр. Breuil) насеље је и општина у источном делу централне Француске у региону Бургоња, у департману Саона и Лоара која припада префектури Отен.
По подацима из 2011. године у општини је живело 3.622 становника, а густина насељености је износила 125,76 становника/km². Општина се простире на површини од 28,8 km². Налази се на средњој надморској висини од 338 метара (максималној 421 m, а минималној 277 m).

## Демографија
| 1962. | 1968. | 1975. | 1982. | 1990. | 1999. | 2011. |
| ----- | ----- | ----- | ----- | ----- | ----- | ----- |
| 2.382 | 2.471 | 3.067 | 3.368 | 3.741 | 3.667 | 3.622 |

График промене броја становника у току последњих година